# Tormássy Gábor
Tormássy Gábor (Dusnok, 1846. május 5. – Katymár?, 1901. április 13.) római katolikus pap, egyházi író.

## Élete
A Pest vármegyei Dusnokon született, ahol édesapja kántortanító volt. Édesapja halála után négy éves korában anyjával Szabadkára költözött és itt, majd Baján és Pécsett tanulását befejezvén a kalocsai papnevelő intézetbe lépett és 1866. szeptember 6-án pappá szentelték; segédlelkésznek 1868-ban Csonoplára, 1870-ben Katymárra (Bács-Bodrog vármegye) ment. 1871-ben érseke Szabadkára küldte. 1878-ban honvédtartalékok volt. A bács-bodrog-megyei történeti-társulat 1882-es megalakulásakor választmányi taggá választották. 1883-ban nevezték ki Gádorra (Bács-Bodrog vármegye) plébánosnak. 1887-ben ugyancsak Katymárra, ahol 1889-ben egyházkerületi jegyző, 1893-ban alesperes lett. 1901-ben hunyt el 54 éves korában.

## Művei
Cikkeket írt a M. Államba, Bácskába, Szabadkába, Bácskai Ellenőrbe, a Szabadkai Ellenőrbe, Bácskai Ellenőrbe és a Bács-Bodrogvármegye Évkönyvébe (1887. A hegyesi csata 1849-ben). Álneve és jegyei Flórián Mátyás, ¤, *** voltak.
Önálló műve:
- A szabadkai róm. kath. plébánia története. Szabadka, 1883